# Мичковци
Мѝчковци е село в Северна България, община Габрово, област Габрово.

## География
Село Мичковци се намира на около 7 km север-североизточно от центъра на град Габрово, 3 km северозападно от село Донино и 12 km югозападно от Дряново. Разположено е в западния край на източната част на платото Стражата, 600 – 700 m източно от река Янтра, течаща в Стражанския пролом. Преобладаващият наклон на терена е приблизително на запад-югозапад. Надморската височина в източния край на селото е около 530 m и намалява към западния му край до около 470 m.
Третокласният републикански път III-5002, водещ от Донино на север, минава край Мичковци, през селата Велковци, Скалско и Славейково и в село Гостилица се свързва с третокласния републикански път III-609. В югоизточния край на Мичковци третокласният път има кръстовище с улица от селото и с два общински пътя – на север през село Узуните до село Междени и на югозапад към село Джумриите.
Населението на село Мичковци, наброявало 208 души при преброяването към 1934 г., намалява до минимума си 30 към 1992 г. и след известно нарастване през следващите години наброява 43 души (по текущата демографска статистика за населението) към 2019 г.

## История
През 1951 г. към дотогавашното село Мичковци са присъединени колиби Ставреците.
В Държавния архив – Габрово, се съхраняват документи на/за:
- Списък на фондове от масив „K“:

– Църковно настоятелство при църква „Света Богородица“ – с. Мичковци, Габровско от периода 1873 – 1948 г. (фонд 236K);
– Народно начално училище – с. Мичковци, Габровско от периода 1924 – 1959 г. (фонд 271K);
- Списък на фондове от масив „С“:

– Народно начално училище – с. Мичковци, Габровско от периода 1944 – 1960 г. (фонд 220);
– Трудово кооперативно земеделско стопанство (ТКЗС) „Нов живот“ – с. Мичковци, Габровско от периода 1958 – 1959 г. (фонд 517);
– Народно читалище „Пробуда“ – с. Мичковци, Габровско от периода 1926 – 1971 г. (фонд 1062).
В селото към 2020 г. има православна църква „Рождество Богородично“.
По времето на Второто Българско царство на мястото на днешното село е съществувала крепостта Мицекия (Mitzejcia, Mitschka).

## Население
Преброяване на населението през 2011 г.
Численост и дял на етническите групи според преброяването на населението през 2011 г.:
|                     | Численост | Дял (в %) |
| Общо                | 50        | 100,00    |
| Българи             | 45        | 90,00     |
| Турци               | 0         | 0,00      |
| Цигани              | 0         | 0,00      |
| Други               | 0         | 0,00      |
| Не се самоопределят | 0         | 0,00      |
| Неотговорили        | 4         | 8,00      |